# Eutanyacra izucara
Eutanyacra izucara är en stekelart som först beskrevs av Cresson 1873.  Eutanyacra izucara ingår i släktet Eutanyacra och familjen brokparasitsteklar. Inga underarter finns listade i Catalogue of Life.